# 迪佩斯特 (紐約州)
迪佩斯特（英語：De Peyster）是一個位於美國紐約州聖羅倫斯縣的鎮。

## 人口
根據2020年美國人口普查的數據，迪佩斯特的面積為116.80平方千米，當中陸地面積為111.18平方千米，而水域面積為5.62平方千米。當地共有人口1023人，而人口密度為每平方千米9人。